# Anedhella interrupta
Anedhella interrupta är en fjärilsart som beskrevs av Antonius Johannes Theodorus Janse 1940. Anedhella interrupta ingår i släktet Anedhella och familjen nattflyn. Inga underarter finns listade i Catalogue of Life.